# Rörträsket (Arvidsjaurs socken, Lappland, 727871-169835)
Rörträsket är en sjö i Arvidsjaurs kommun i Lappland och ingår i Åbyälvens huvudavrinningsområde.